# Batuana
Batuana là một chi bướm đêm thuộc họ Noctuidae.